# Hochschule Offenburg

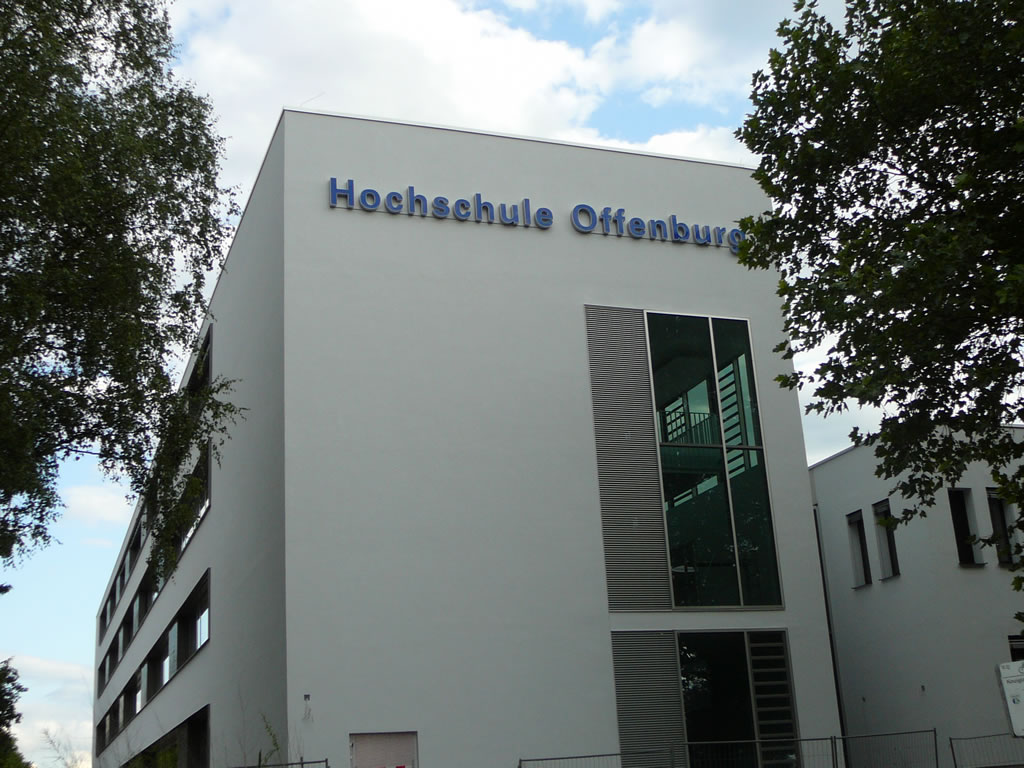
Hochschule Offenburg, Das Logo am D-Gebäude

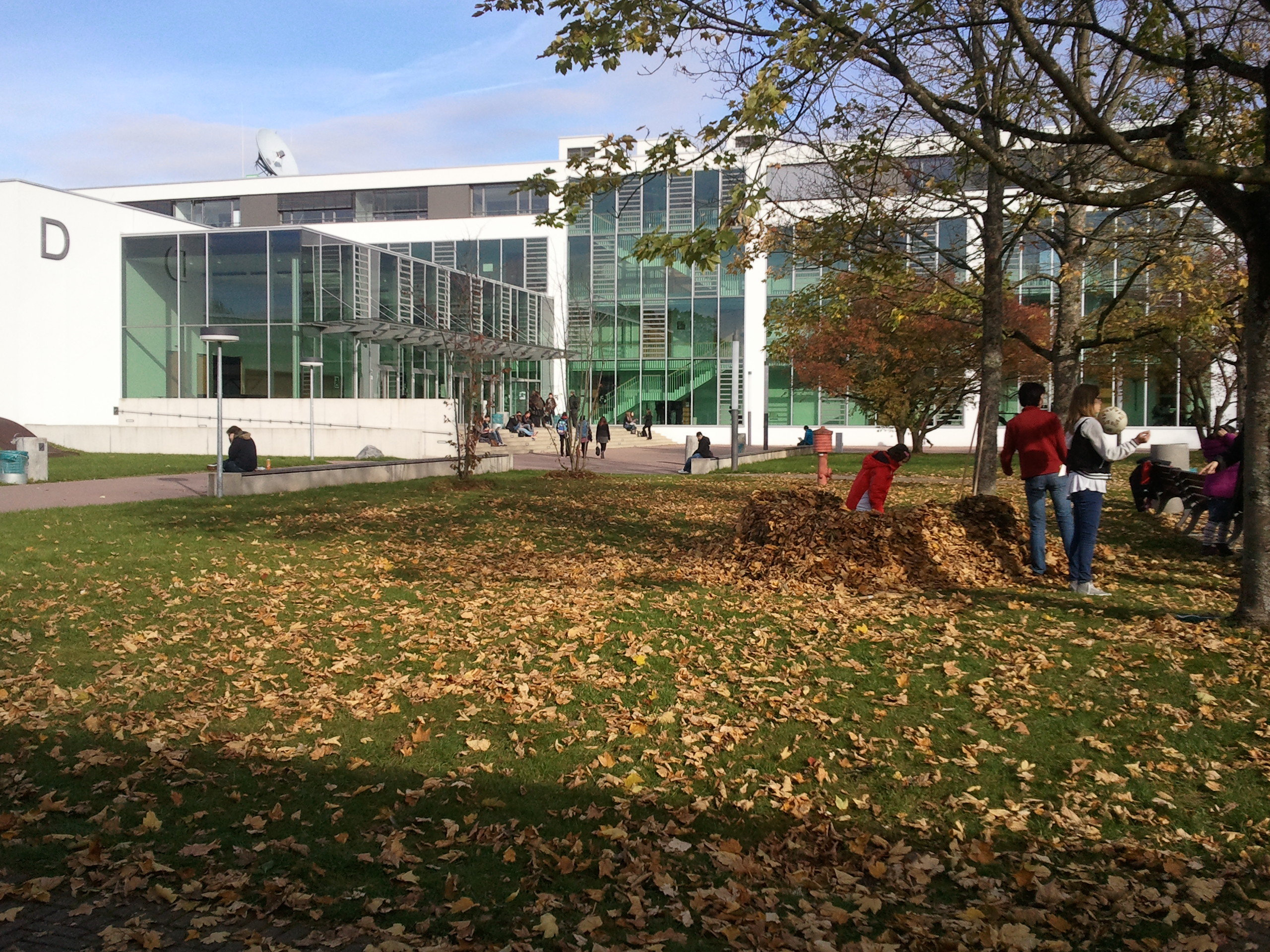
Hochschule Offenburg, D-Gebäude im Oktober 2012

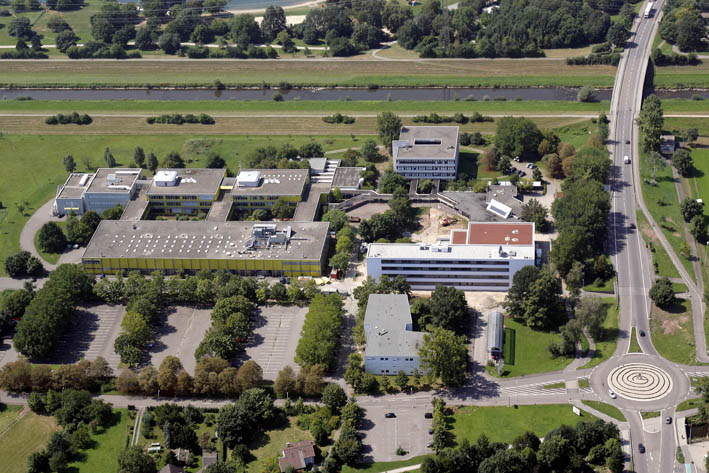
Der Campus Offenburg aus der Vogelperspektive

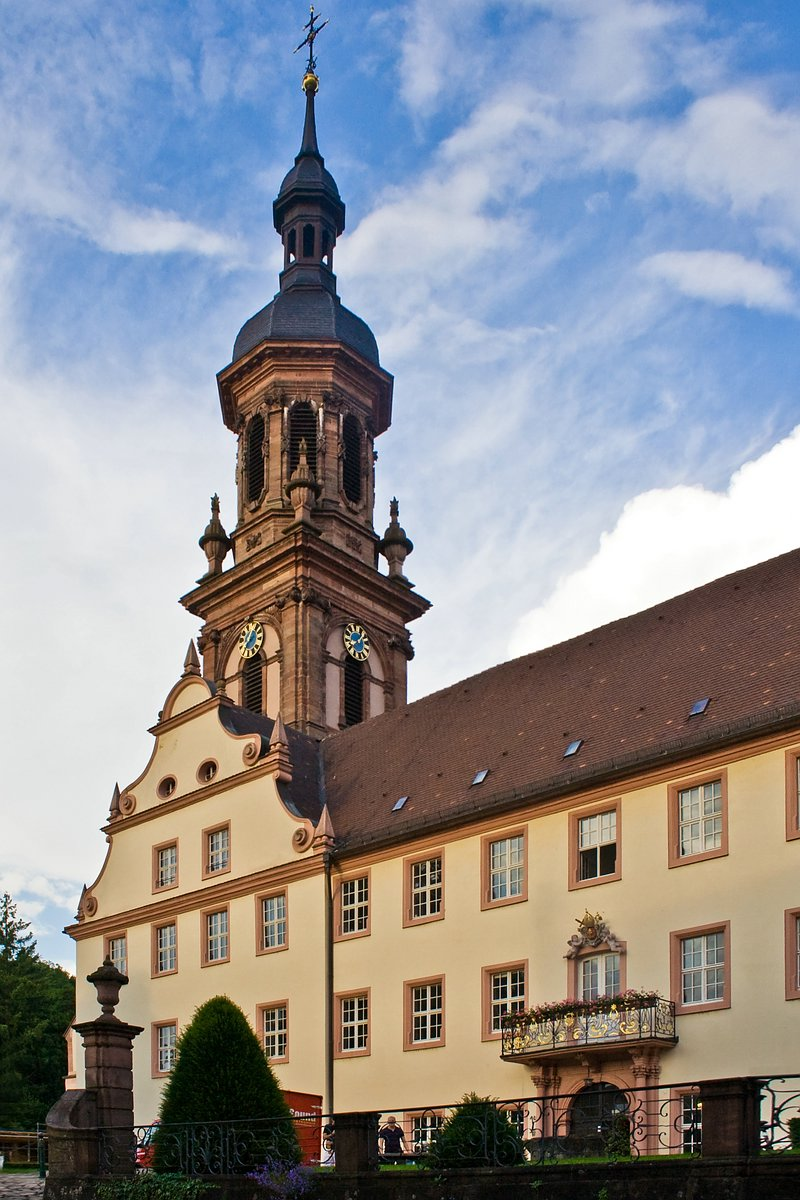
Campus Gengenbach

Die Hochschule für Technik, Wirtschaft und Medien Offenburg mit Hauptsitz in Offenburg und Außenstelle in Gengenbach ist eine Hochschule für angewandte Wissenschaften des Landes Baden-Württemberg. Sie ist Gründungsmitglied im 2022 errichteten Promotionsverband der Hochschulen für angewandte Wissenschaften Baden-Württemberg.

## Geschichte
Die Vorgängerinstitution Staatliche Ingenieurschule mit den Studiengängen Maschinenbau und Elektrotechnik wurde im Jahre 1964 gegründet.
Ab 1971 hieß die Hochschule Fachhochschule Offenburg (FHO).
1978 wurde das Lehrangebot um wirtschaftliche Studiengänge erweitert, was den Campus Gengenbach initiierte. 1996 entstand die vierte Fakultät Medien und Informationswesen. 2000 wurde die Graduate School gegründet, die bis heute vier internationale Studiengänge betreut und koordiniert.
Im Rahmen der Umstellung auf das Bachelor-/Master-Studiensystem (Bologna-Prozess) wurde die Fachhochschule Anfang 2005 zur Hochschule Offenburg umbenannt.

## Standorte
Am Campus Offenburg sind die Fakultäten Elektrotechnik, Medizintechnik und Informatik (EMI), Maschinenbau und Verfahrenstechnik (M+V), sowie Medien (M) ansässig.
In Offenburg sind es fünf Gebäude, von denen das neueste 2014 fertiggestellt wurde. In ihnen sind mehr als 50 Labore eingerichtet.
In Gengenbach ist die Fakultät Wirtschaft (W), ehemals Betriebswirtschaft und Wirtschaftsingenieurwesen (B+W), im ehemaligen Benediktinerkloster Gengenbach und im 2013 eingeweihten Bildungscampus beheimatet.
Bevor der Medienneubau 2009 fertiggestellt wurde, gab es das AV-Studio der Hochschule in Ohlsbach.

## Fakultäten und Studiengänge
In den vier Fakultäten der Hochschule Offenburg werden 24 Bachelor-Studiengänge und 23 Master-Studiengänge angeboten.
Die Studiengänge mit der zusätzlichen Bezeichnung „plus“ werden gemeinsam mit der PH Freiburg angeboten. In diesen Studiengängen werden seitens der Hochschule Offenburg die technischen, wirtschaftlichen und medienspezifischen Kenntnisse vermittelt. An der PH Freiburg werden zudem pädagogische Fähigkeiten vermittelt. Diese „plus“-Studiengänge qualifizieren für ein Masterstudium mit der Zusatzbezeichnung „Höheres Lehramt an Beruflichen Schulen - Ingenieurpädagogik“. Dieser polyvalente Studiengang lässt dem Studierenden die Wahl, ob er später als Ingenieur, Forschungsingenieur oder Lehrer an berufsbildenden Schulen arbeiten möchte. 2010 wurde unter anderem der Studiengang „Medizintechnik“ neu eingeführt.
| Studiengang                                                                                      | Fakultät | Bachelor | Master | Bemerkung                                                     |
| ------------------------------------------------------------------------------------------------ | -------- | -------- | ------ | ------------------------------------------------------------- |
| Angewandte Informatik                                                                            | EMI      | •        | •      | -                                                             |
| Angewandte Künstliche Intelligenz                                                                | EMI      | •        | -      | -                                                             |
| Betriebswirtschaft                                                                               | W        | •        | •      | -                                                             |
| Biomechanik                                                                                      | M+V      | •        | -      | -                                                             |
| Biotechnologie                                                                                   | M+V      | •        | •      | -                                                             |
| Biotechnology                                                                                    | M+V      | -        | •      | englisch                                                      |
| Communication and Media Engineering                                                              | EMI      | -        | •      | englisch                                                      |
| Dialogmarketing und E-Commerce                                                                   | W        | -        | •      | -                                                             |
| Digital Health                                                                                   | EMI      | •        | -      |                                                               |
| Digitale Wirtschaft – Industrie 4.0                                                              | M+V      | -        | •      | berufsbegleitend                                              |
| Einstiegssemester startING                                                                       | -        | •        | -      | Orientierung zu Ingenieur- und Informatikstudiengängen        |
| Elektrotechnik/Informationstechnik                                                               | EMI      | •        | •      | -                                                             |
| Elektrotechnik/Informationstechnik-3nat                                                          | EMI      | •        | -      | trinationaler Studiengang – findet in D, F, CH statt          |
| Elektrotechnik/Informationstechnik PLUS Pädagogik                                                | EMI      | •        | -      | mit Option auf Lehramt                                        |
| Enterprise and IT Security                                                                       | M        | -        | •      | englisch                                                      |
| Höheres Lehramt an Beruflichen Schulen – Ingenieurpädagogik (Medientechnik/Wirtschaft)           | M        | -        | •      | mit Option auf Lehramt                                        |
| Höheres Lehramt an Beruflichen Schulen – Ingenieurpädagogik (Elektrotechnik/Informationstechnik) | EMI      | -        | •      | mit Option auf Lehramt                                        |
| Höheres Lehramt an Beruflichen Schulen – Ingenieurpädagogik (Informatik/Wirtschaft)              | EMI      | -        | •      | mit Option auf Lehramt                                        |
| Höheres Lehramt an Beruflichen Schulen – Ingenieurpädagogik (Mechatronik)                        | EMI      | -        | •      | mit Option auf Lehramt                                        |
| Informatik                                                                                       | EMI      | -        | •      | -                                                             |
| International Business Consulting                                                                | W        | -        | •      | englisch                                                      |
| Logistik und Handel                                                                              | W        | •        | -      | -                                                             |
| Maschinenbau                                                                                     | M+V      | •        | -      | -                                                             |
| Maschinenbau / Mechanical Engineering                                                            | M+V      | -        | •      | -                                                             |
| Master Applied Research                                                                          | M+V      | -        | •      | -                                                             |
| Mechatronik und Autonome Systeme                                                                 | EMI      | •        | -      | -                                                             |
| Mechatronik und Robotik                                                                          | EMI      | -        | •      | -                                                             |
| Mechatronik PLUS Pädagogik                                                                       | EMI      | •        | -      | mit Option auf Lehramt                                        |
| medien und kommunikation                                                                         | M        | •        | -      | -                                                             |
| Medien und Kommunikation                                                                         | M        | -        | •      | -                                                             |
| mediengestaltung produktion film animation grafik interaktion                                    | M        | •        | -      | -                                                             |
| Medientechnik / Wirtschaft PLUS Pädagogik                                                        | M        | •        | -      | mit Option auf Lehramt                                        |
| Medizintechnik                                                                                   | EMI      | •        | •      | -                                                             |
| Nachhaltige Energiesysteme                                                                       | M+V      | •        | -      | -                                                             |
| Part-time General Management                                                                     | W        | -        | •      | berufsbegleitend                                              |
| Process Engineering                                                                              | M+V      | -        | •      | englisch, binationaler Studiengang – findet in D und PL statt |
| Renewable Energy and Data Engineering                                                            | M+V      | -        | •      | englisch                                                      |
| Umwelttechnologie                                                                                | M+V      | •        | -      | -                                                             |
| Unternehmens- und IT-Sicherheit                                                                  | M        | •        | -      | -                                                             |
| Virtuelle Welten und Game Technologies                                                           | M        | •        | -      | -                                                             |
| Wirtschaftsinformatik                                                                            | W        | •        | •      | -                                                             |
| Wirtschaftsinformatik PLUS Pädagogik                                                             | EMI      | •        | -      | mit Option auf Lehramt                                        |
| Wirtschaftsingenieurwesen                                                                        | W        | •        | •      | -                                                             |
| Wirtschaftspsychologie                                                                           | W        | •        | -      | -                                                             |

## Studenten- und Forschungsprojekte

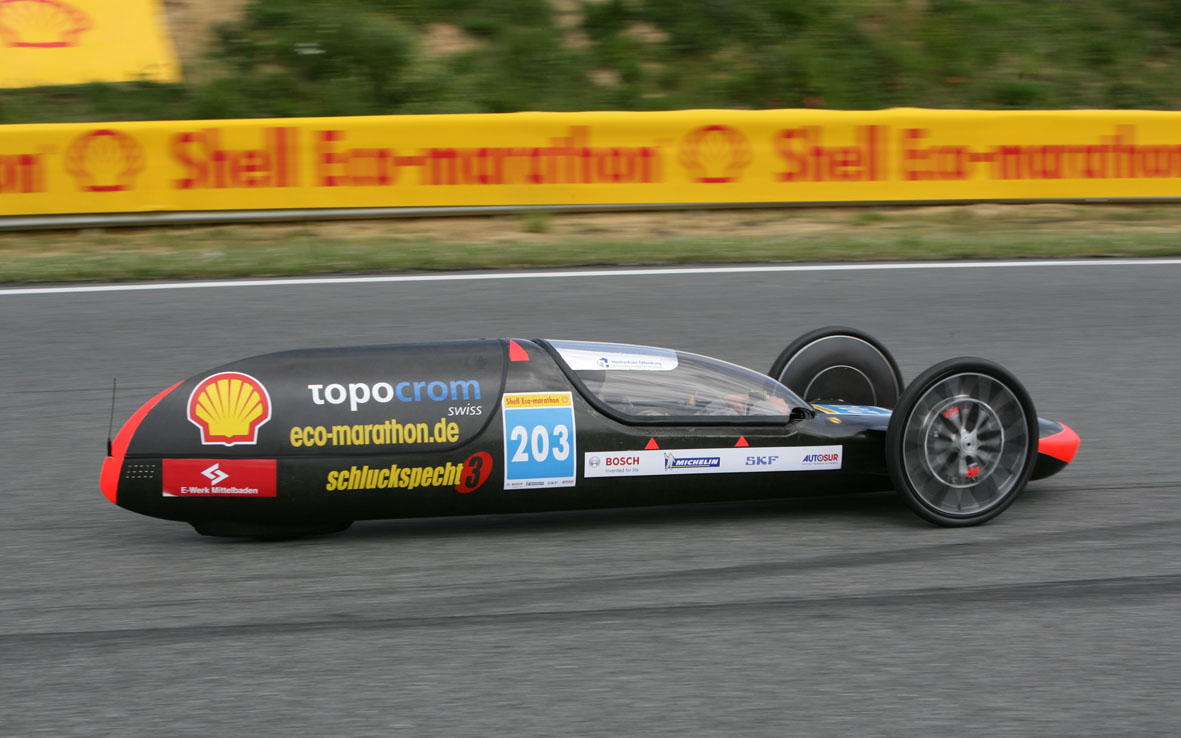
Der Schluckspecht 3 beim Shell Eco Marathon 2007

Die Servicestelle für Forschung und Transfer an der Hochschule Offenburg ist Campus Research & Transfer (CRT). CRT koordiniert die verschiedenen anwendungsbezogenen Forschungs- und Transferprojekte der Hochschule.
Das wohl bekannteste Projekt der Hochschule ist der „Schluckspecht“. Ziel war es ein Fahrzeug zu bauen, das möglichst wenig Treibstoff verbraucht. Der Schluckspecht war 1998 der erste deutsche Teilnehmer am Shell Eco-Marathon. Er wurde in der folgenden Zeit mehrfach ausgezeichnet und gewann 2023 die Regional Championship mit dem Verbrennungsmotor.
Ein weiteres Fahrzeugprojekt ist das Blackforest-Formula-Racing Team in Kooperation mit der DH BW Stuttgart Campus Horb (früher BA Horb). Das Team baut unter wirtschaftlichen Gesichtspunkten einen Rennwagen in Eigenkonstruktion und nimmt regelmäßig an der Formula Student teil.
Ein Studentenprojekt, das es 2003 in einige deutsche Kinos gebracht hat, ist der Animationsfilm Die Helden von Bern. Hier wird mit Hilfe von Lego-Figuren das Fußball-WM-Endspiel von 1954 nachgestellt.
2008 wurde das Roboterfußball-Team magmaOffenburg gegründet, das seitdem erfolgreich an nationalen und internationalen Wettbewerben teilnimmt und jährlich die 3D-Simulationsliga auf der RoboCup German Open ausrichtet. magmaOffenburg war das erste Team in der RoboCup 3D-Simulationsliga, das die Programmiersprache Java verwendete und den Programmcode unter einer Open-Source-Lizenz veröffentlichte.
Der im Rahmen einer Abschlussarbeit an der Hochschule entstandene Mittellangfilm Am Tag die Sterne von Regisseur und Autor Simon Schneckenburger wurde 2017 auf mehreren Filmfestivals nominiert und gewann unter anderem den Deutschen Nachwuchsfilmpreis auf dem Up-and-coming Filmfestival.

## Persönlichkeiten und Alumni
- Jürgen Schrempp (* 1944), ehemaliger Vorstandsvorsitzender der Daimler-Benz AG
- Karl-Heinz Streibich (* 1952), ehemaliger Vorstandsvorsitzender der Software AG
- Tobias Moers (* 1966), ehemaliger Geschäftsführer der Mercedes-AMG GmbH und Aston Martin, sowie heutiger Co-CEO der Piëch Automotive AG

## Ehrenbürger
- Martin Herrenknecht, Gründer und Vorstandsvorsitzender der Herrenknecht AG
- Fritz-Peter Adam, Rektor
- Helmut Rudigier, Rektor
- Hans-Peter Behrens, Stadtwerke Baden-Baden, MdL
- Jean-Louis Deiss vom Institut Professionel des Sciences et Technologies Straßburg
- Piere Guéritey von Ecole des Ingenieurs ECAM Lyon
- Wilhelm Peters vom Steinbeis-Transferzentrum Freiburg
- Hermann Tuckermann, Professor